# Archimede Taverna
Archimede Taverna (San Giorgio di Nogaro, 3 settembre 1896 – 19 luglio 1969) è stato un politico e imprenditore italiano.

## Biografia
Industriale di professione, fu parlamentare nella sola IV legislatura. Fu firmatario di 27 progetti  di legge e autore di 69 interventi. Morì nel 1969.

## Incarichi
IVª Legislatura della Repubblica Italiana.
- IX Commissione lavori pubblici. Membro dal 1 luglio 1963 al 4 giugno 1968.
- Commissione speciale per l'esame dei progetti di legge aventi per oggetto la disciplina dei contratti di locazione degli immobili urbani. Membro dal 18 maggio 1965 al 4 giugno 1968.
- Commissione speciale per l'esame dei progetti di legge relativi alle zone depresse del centro nord. Membro dal 20 giugno 1966 al 4 giugno 1968.
- Commissione parlamentare per il parere al governo sulle norme delegate per l'attuazione del piano regolatore generale degli acquedotti. Membro dal 30 giugno 1966 al 4 giugno 1968.
- Commissione speciale per l'esame del disegno di legge n. 4797 "conversione in legge del decreto-legge 22 gennaio 1968, n. 12 concernente provvidenze a favore delle popolazioni dei comuni della sicilia colpiti dai terremoti del gennaio 1968". Membro dal 29 gennaio 1968 al 4 giugno 1968.